# Villa Nicolas-de-Blégny
La villa Nicolas-de-Blégny est une voie du 11e arrondissement de Paris, en France.

## Situation et accès
La villa Nicolas-de-Blégny est une voie privée située dans le 11e arrondissement de Paris. Elle débute au 11, rue Popincourt et se termine en impasse.

## Origine du nom

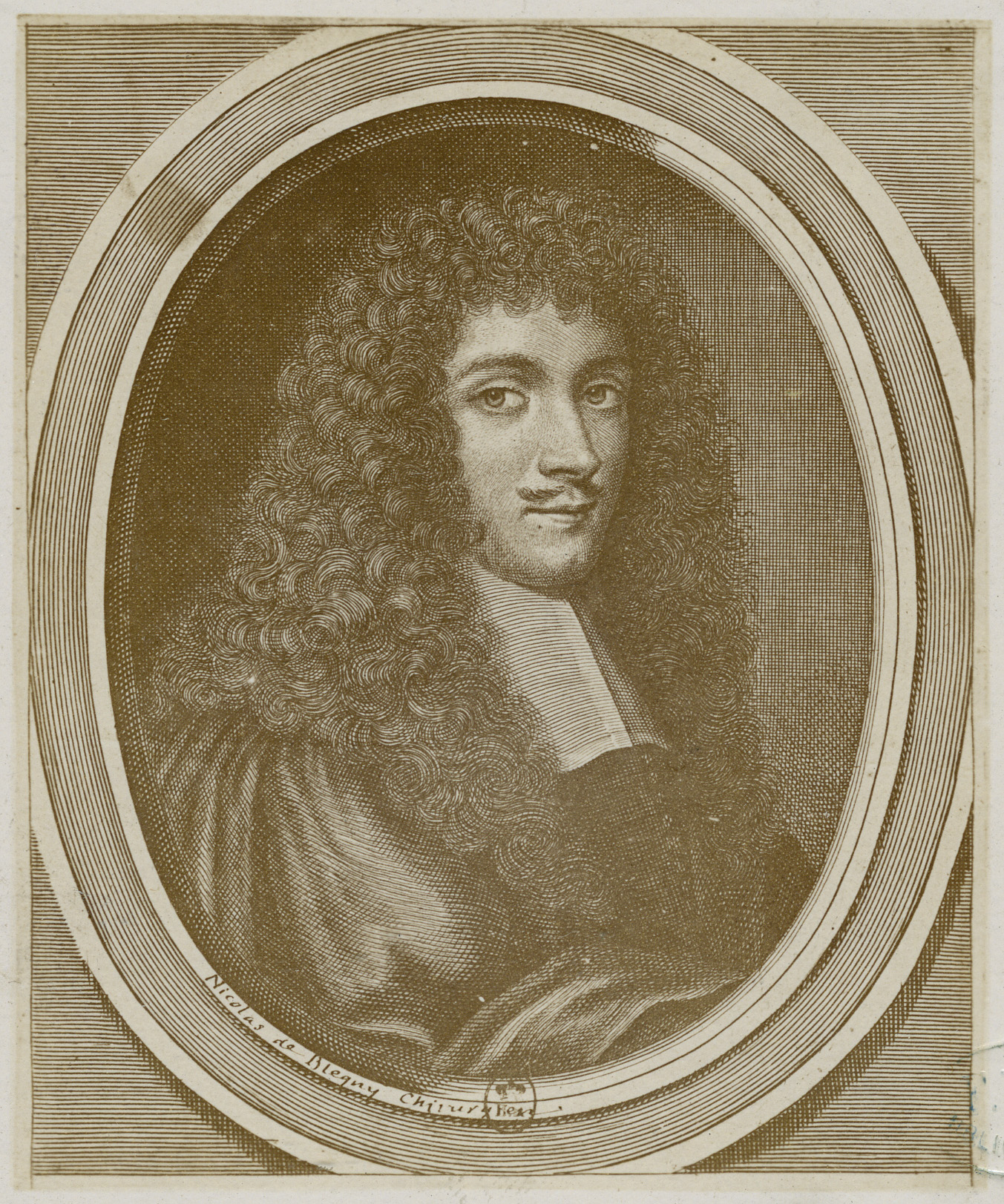
Nicolas de Blegny.

Elle porte le nom du médecin et chirurgien Nicolas de Blégny (1616-1722), qui fonda au XVIIe siècle un hôpital, Sainte-Marthe, à Popincourt.

## Historique
Un arrêté municipal du 29 avril 1997 donna à cette voie son nom actuel.